# Donja Bukovica (Chorwacja)
Donja Bukovica – wieś w Chorwacji, w żupanii virowiticko-podrawskiej, w gminie Nova Bukovica. W 2011 roku liczyła 85 mieszkańców.